# Fiskárdo
Fiskárdo, en grec moderne : Φισκάρδο, est un village côtier du Nord de l'île de Céphalonie, en Grèce.
En tant que localité, il est mentionné en 1866 dans la Gazette du Gouvernement comme étant le siège de la municipalité de Dolichí. En 1912, toujours dans la Gazette du gouvernement, il est défini comme le siège de la communauté homonyme nouvellement fondée et en 1919, selon la même Gazette, il est annexé au dème nouvellement fondé de Sámi. 
Selon le recensement de 2011, la population de Fiskárdo compte 189 habitants.
Le village est nommé d'après le conquérant normand Robert Guiscard (en grec moderne : Ροβέρτος Γυισκάρδος / Rovértos Gyiskárdo) qui serait mort sur la plage de Fiskardo en 1085, lors de son expédition menée contre l'Empire byzantin. Le village est l'un des rares de l'île à avoir conservé son caractère architectural ancien, car il n'a pas été sérieusement endommagé par le tremblement de terre dévastateur de 1953. 
Fiskardo est classé comme un village traditionnel et est également le lieu de naissance du poète Níkos Kavvadías.